# Cyprinodon macularius
Cyprinodon macularius es una especie de pez denominado cachorrito del desierto, que es de la familia de los ciprinodóntidos en el orden de los ciprinodontiformes.

## Morfología
Los machos pueden alcanzar los 5 cm de longitud total.

## Distribución geográfica
Se encuentran en Norteamérica: México y Estados Unidos.